# Svensk humor

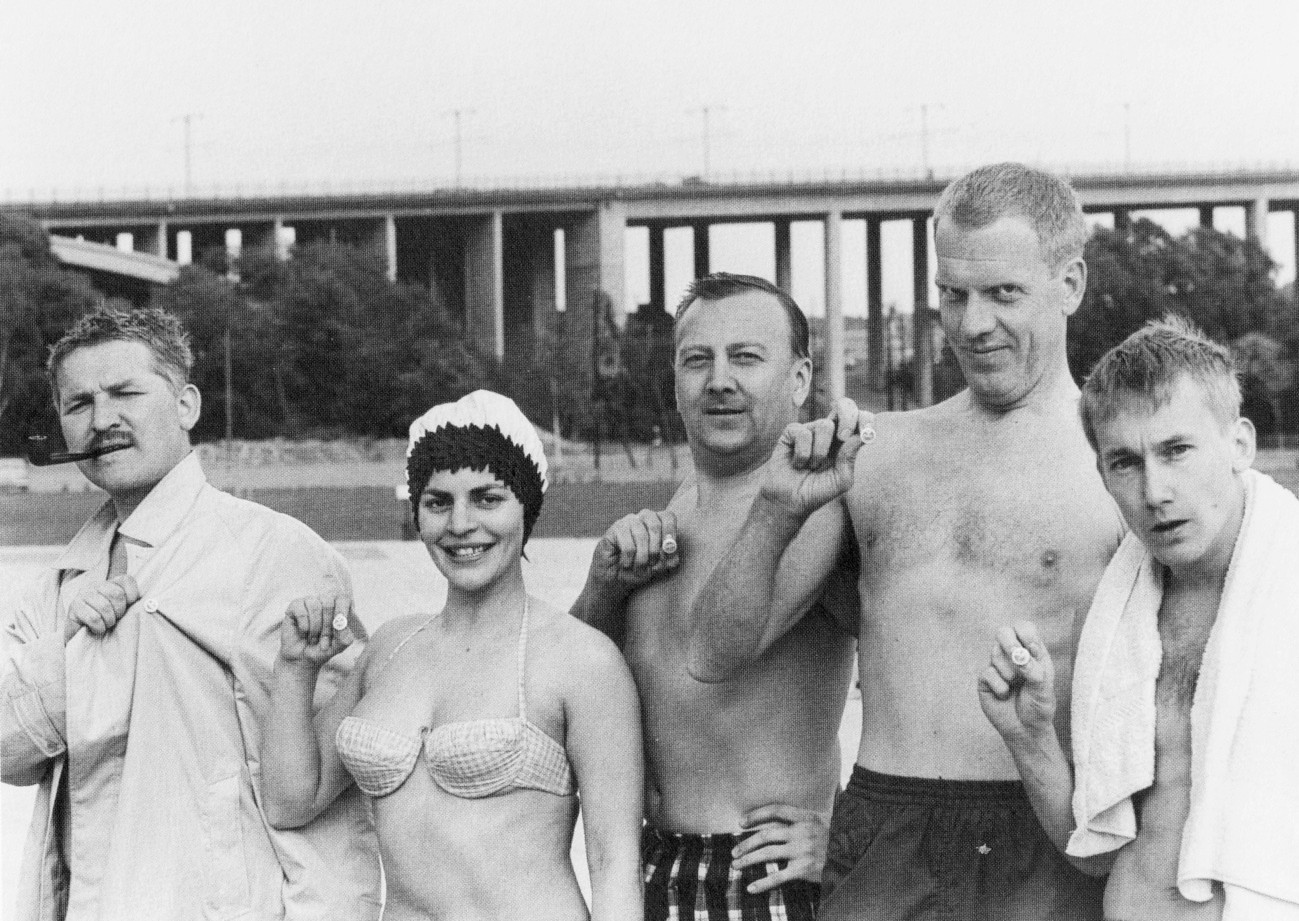
Några av svensk humors största namn. Från vänster: Hans Alfredson, Lissi Alandh, Mille Schmidt, Tage Danielsson och Gösta Ekman, 1962

Svensk humor är de komiska texter, bilder, skådespel och musikverk vars skapare huvudsakligen kommer från Sverige. Några av de främsta namnen är Galenskaparna och After Shave, Albert Engström, Hasse och Tage, Lasse Åberg samt Killinggänget. Det komiska TV-program som setts av flest svenskar är Bosse Parneviks Parneviks TV-Party från 1978 - det hade till och med det högsta procentuella tittarantalet i världen. Två svenska TV-program har vunnit det internationella komedi-TV-priset Guldrosen: Helt apropå (1987) och Hipp Hipp! (2002). Det finns ett flertal priser för svensk humor, inklusive Karamellodiktstipendiet, Kristallens pris för bästa humorprogram inklusive sit-com, samt Adamsonstatyetten (även om den sistnämnda inte enbart ges till komiska serieskapare).

## Typiska drag och influenser
Det är svårt att dra definitiva gränser mellan svensk och utländsk humor, inte minst eftersom flera komiker flyttat mellan länder och inspirerats av varandra. Generellt anses svensk humor ofta ligga nära den brittiska humorn, och TV-serier såsom Pang i bygget och The Office har influerat många komiker.
Traditionsenligt visas sketchen Grevinnan och betjänten varje nyårsafton. Revyer är ett format som har lett till många framgångar, från Ernst Rolf på 1910-talet till 2000-talets R.E.A. (Roligt Elakt Aktuellt).
Invånarna i grannlandet Norge får oftast agera mindre vetande i svensk humors etniska humor, i de så kallade norgehistorierna. Periodvis får sådana standardskämt ge vika för trender såsom Alla barnen-historierna under 1990-talet. Vid några tillfällen blev dock de ömsesidiga pikarna mellan Norge och Sverige mer allvarliga, såsom i fallet med Norgevisan (1968).

## Historia

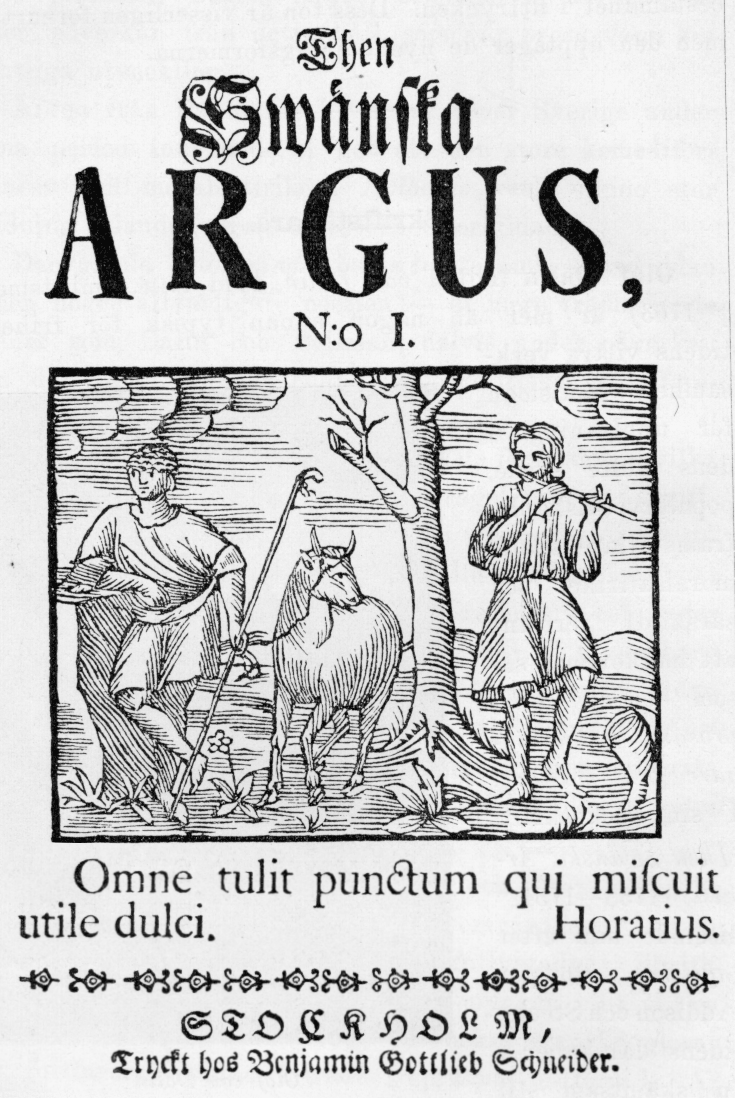
Then Swänska Argus var en tidig satirtidskrift.

### Före 1800-talet
Sveriges tidiga humor (från medeltid till äldre Vasatid) är bara delvis bevarad, eftersom analfabetismen var hög. Mycket av de tidiga humorn liknar den kärvt isländska humorn (såsom den lakoniska Gunnlaug Ormstungas saga). Senare utvecklades de roliga historierna, bland annat västgötahistorier och knallehistorier. En tidig satirisk tidskrift är Then Swänska Argus (1732–1734) som inspirerades av engelska och franska motsvarigheter i form av The Tatler och som anses utgöra gränsen mellan äldre och yngre nysvenska. Utgivare var Olof von Dalin. Nytt i Then Swänska Argus var bland annat att man kunde läsa om vanliga personer, som talade om vanliga problem på vardagsspråk, liksom politisk satir i sagoform.
Dryckesvisan hos till exempel Bellman med sin lätt svarta humor och komiska figurer sjungs fortfarande på 2000-talet. Just Bellman sades ha stor improvisationsförmåga och redan under hans levnad skapades den så kallade Bellmanhistorian, som ofta byggde på hans påstådda respektlöshet mot överheten. Bellmanhistorierna har sedan gradvis förändrats och kan fortfarande höras berättas bland barn. Under Gustav III:s regeringsperiod skrevs många komedier, men till exempel Carl Gustaf af Leopold (1756–1829) skrev även prosakåserier.

### Juvenalerna, Blandaren och Albert Engström
Under 1820-talet bildade en grupp studenter vid Uppsala universitet det som skulle bli Juvenalerna som sjöng vittra och spexiga visor. Ur detta utvecklades senare sångcykeln Gluntarne (1847 till 1850) av Juvenal-kompositören Gunnar Wennerberg. Flera av Sveriges komiker har senare kommit från samma typ av studentikosa humor.
År 1863 började humortidskriften Blandaren ges ut av studenter vid Teknologiska Institutet i Stockholm. Den innehöll skämtteckningar och inspirerades bland annat av tidningen Söndags-Nisse.
År 1894 gav Axel Wallengren under pseudonymen Falstaff, fakir ut boken En hvar sin egen professor. Samma år började tecknaren Albert Engström publicera sin figur Kolingen i tidningen Strix. Tre år senare gjorde tecknaren Oskar Andersson debut med den absurda serien om Mannen som gör vad som faller honom in.

### Grönköping, Karl Gerhard och de första filmkomikerna

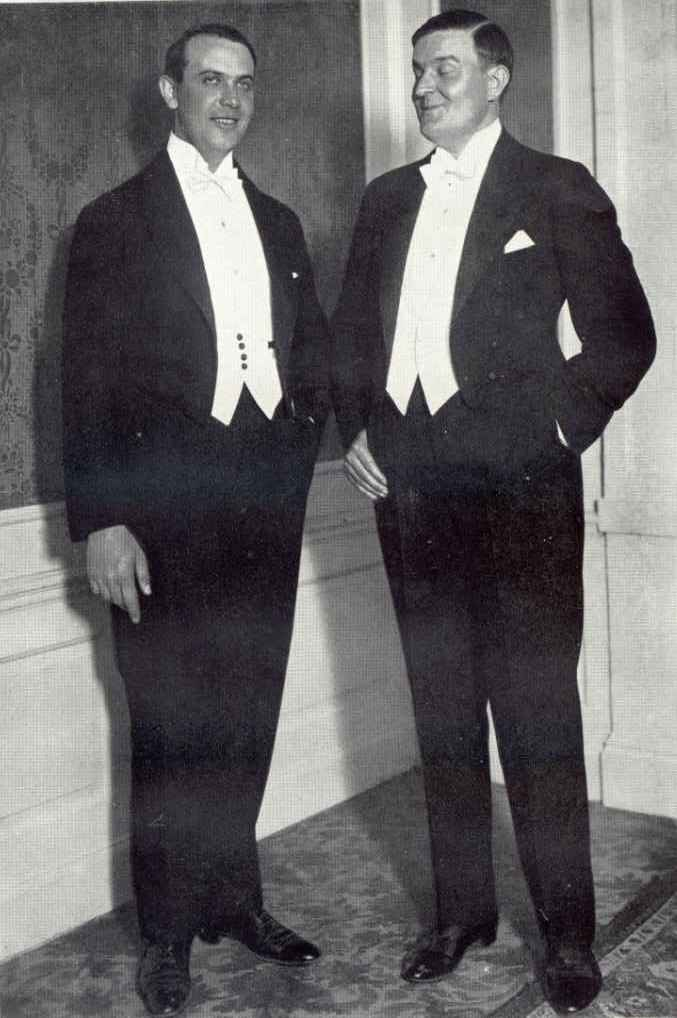
Karl Gerhard (till vänster) och Ernst Rolf, två svenska revykungar, 1930.

Den mest bestående insatsen under 1900-talets början gjorde Hasse Zetterström, känd som Hasse Z, när han 1902 grundade den satiriska tidningen Grönköpings Veckoblad som fortfarande publiceras. Hasse Z:s verk distanserades i antal dock av Karl Gerhard som gjorde debut 1915 med sin första revy och som snart övertog dåvarande revykungen Ernst Rolfs titel. Det skulle bli drygt 60 revyer och omkring 4000 kupletter för Karl Gerhard, varav de mest kända är Jazzgossen (1922) och Den ökända hästen från Troja (1941).
På 1920-talet debuterade flera skådespelare vars verk skulle spridas över större områden tack vare film och grammofonskivor. Thor Modéen och Edvard Persson gjorde snabbt succé efter sina debuter 1918 respektive 1919. Bland deras kännetecken hör deras stora omfång och rappa repliker, samt att de blev kritiserade av recensenterna men älskades av folket. Lika älskad var Fridolf Rhudin, vars bondkomik delvis byggde på Rhudins speciella utseende. Hasse Z:s son Kar de Mumma (Erik Zetterström) gav ut sina första kåserier 1922 och fortsatte med kåserandet fram till strax innan sin död 1997.
I början av 1930-talet visade nykomlingen Nils Poppe sina influenser från crazy-humorn som då var inne i USA. Samtidigt gjorde Sten-Åke Cederhök sina första roller.
1927 dök den tecknade serien om latmasken Kronblom upp, tecknad av Elov Persson, och den följdes 1932 av serien om den evige värnpliktige 91:an Karlsson av Rudolf Petersson. Båda serierna utkommer fortfarande och har också gjorts som film.

### Povel Ramel och Svenska ord

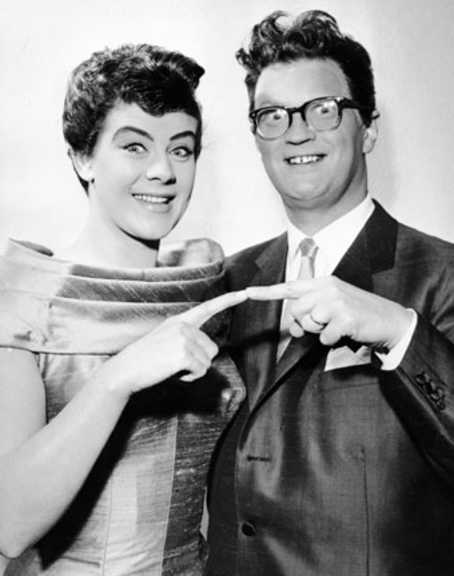
Brita Borg och Povel Ramel, 1958.

Inspirerad av Karl Gerhard och crazy-humorn började Povel Ramel sin långa bana 1945 med enskilda nummer som Johanssons boogie-woogie-vals och Köp inte en zebra. Han skaffade snart ett revysällskap, Knäppupp, där några av de mest färgstarka deltagarna var Martin Ljung, Brita Borg, Gunwer Bergkvist, Oscar Rundqvist, Wenche Myhre, samt Hans Alfredson och Tage Danielsson. Ramel, som var huvudsaklig författare, kännetecknades av stor ordekvilibrism och lekfullhet, och instiftade senare Karamelodiktstipendiet.
Alfredson och Danielsson blev snart kända för sina egna produktioner, under namnet Svenska ord, fast oftare benämnda Hasse och Tage. Till deras revygäng hörde Gösta Ekman, Monica Zetterlund, Lars Ekborg och Lissi Alandh. Bland deras stora verk räknas Mosebacke Monarki, figurerna med efternamnet Lindeman och filmen Att angöra en brygga. Deras humor var oftare samhällskritisk och innehöll stundom fräckisar. Hasse och Tage lyckades med en sketch i revyn Hålligång att ändra Televerkets rutiner för inkopplandet av telefoner, en av de få gånger satir fått verkliga konsekvenser.
En av 1960-talets mest berömda sketcher var Skattkammarön, (ibland felaktig benämnd Fia med knuff) där Margaretha Krook, Åke Grönberg, Lars Ekborg och Gunwer Bergqvist blir osams när de spelar sällskapsspel. Sketchen skrevs av Bengt Linder, som skrev radioprogram (bland annat "Räkna med bråk" med Carl–Gustaf Lindstedt och Arne Källerud) TV-sketcher och för scenen (kända är bland annat "Ante"-monologerna som skrevs för Stig Grybe.
Andra stora namn vid den här tiden var Tre Knas (Carl-Gustaf Lindstedt, Gunnar "Knas" Lindkvist och Nils Ohlson), Stig Grybe, Gösta Bernhard, Tjadden Hällström och Sune Mangs. 1949 kom den första av en lång serie filmer om Åsa-Nisse, vars buskis-humor blev lika utskälld av kritikerna som betittad av publiken. Flera av dåtidens stjärnor medverkade i Lennart Hylands TV-program Hylands hörna (1962-83), inklusive en mycket omdiskuterad insats av Per Oscarsson 1966. Historiskt blev också tillfället när statsministern Tage Erlander besökte Hylands hörna och berättade en rolig historia om en präst:
| ” | [...] I en av Värmlandssocknarna hade de en prost som var väldigt intresserad av pistolskjutning. I Värmland förekommer det alla tänkbara kombinationer av präster och statsministrar och allting. Och prosten var intresserad av pistolskjutning. Han hade tagit flera mästerskap i Fryksdalen med omnejd. Och så en söndag eftermiddag skulle de ha en sån där pistolskjutningstävling. Då gick han upp tidigt på morgonen, på söndagmorgonen, och tränade och tränade. Han skulle öva så att han verkligen skulle kunna vinna mästerskapet igen. Och hur han sysslade med den där pistolskjutningsträningen i sin trädgård så glömde han bort att han skulle till högmässan. Och klockan blev elva och i högmässan väntade de honom, men de hade en väldigt klok komminister i socknen så han startade högmässan. Till slut fick prästen sett att klockan var så mycket, så han satte sig i bilen och körde allt vad han kunde till kyrkan och kom precis när han skulle börja predika. Han tog på sig prästkappan och störtade upp i predikstolen och predikade – altartjänsten hade gått. Så när han stod där så upptäckte han plötsligt att han hade pistolhölstret omkring sig. Han tänkte att det går aldrig vägen. Inte ens i Värmland. Han tänkte, jag får väl ta av mig det där och började knäppa upp. Hur det var när han stod där och krångla så gick det ett skott av! Det var ju rätt pinsamt. Då tänkte han, nu måste han få av pistolhölstret för han kan ju inte visa sig efter den här skottlossningen. Så han hukade sig ner i predikstolen och skulle knäppa upp ordentligt, patronbältet. Då steg det upp en soldat, utbildad i fältmässig krigföring vid Trossnäs och då skrek han över hela kyrkan: ”Göbber och kärringer, huk er i bänkarna, för nu laddar han om!” | „ |

### Journalisterna Bang, Jolo och Torsten Ehrenmark
Redan i mitten av 1940-talet började Barbro Alving, allmänt kallad Bang eller Kärringen mot strömmen, skriva kåserier utanför sitt vanliga arbete som journalist. Hennes träffsäkra penna satiriserade till exempel över personer som ville skaffa kärnvapen. Bang fortsatte samla sina kåserier ända till 1970-talet.
Vid det taget hade en annan journalist, Jan Olof Olsson, under namnet Jolo, redan skrivit kåserier i tjugotalet år. Jolo var mer berömd för sin skarpa blick och udda karaktäriseringar Mest känd är dock Jolo för TV-serien Någonstans i Sverige med Janne Loffe Carlsson i huvudrollen. Jolo fortsatte att ge ut kåserier ända fram till sin död 1974 och sedan utgavs flera verk även postumt.
En tredje kåsör med lång karriär är Torsten Ehrenmark, vars samlingar Årets Ehrenmark kom varje år från 1966 till hans död 1985. Ehrenmark blev även en återkommande Sommarpratare (21 gånger) och övertrumfas i antalet gånger enbart av Lars Ulvenstam. Ehrenmarks humor var mer stillsam och torr, med mycket självironi, men blev mot slutet alltmer bitter.
Bland senare efterföljande kåsörer återfinns Ludvig Rasmusson, Marie Carlsson och Jan Håkansson.

### Skäggen, Partaj och Magnus och Brasse
1963 fortsatte utvecklingen mot ett allt fräckare humorklimat när Skäggen gjorde entré. Sex skäggbeprydda män (Åke Söderqvist, Yngve Gamlin, Beppe Wolgers, Lasse O'Månsson, Jan-Öjvind Swahn och Edvard Matz) ledde ett program där rapar, runda ord och slangord var en del av samtalet. TV-serien Skäggen blev utskälld och till slut nerlagd, men så småningom svalnade känslorna. O'Månsson hade för övrigt tidigare varit med och startat tidningen Svenska Mad baserad på den amerikanska förlagan Mad Magazine.
Mer vitsinriktad var TV-serien Partaj från 1969, där Carl-Gustaf Lindstedt, Lars Ekborg, Jarl Borssén och Margareta Sjödin med flera skämtade.
En komikerduo som fick stora framgångar under 1970-talet var Magnus och Brasse som bestod av Magnus Härenstam och Brasse Brännström. Deras form var främst krogshowen, där Varning för barn kanske är den främsta. Nummer såsom Verkmästar'n i magen (från Levande på Nya Bacchi) och Svordomsvisan från Varning för barn) blev mycket berömda. Deras humor gjordes även som riktad till barn i TV-serien Fem myror är fler än fyra elefanter, då tillsammans med Eva Remaeus.
En annan kultserie från 1970-talet på svensk TV är Tårtan.

### Humor från Göteborg

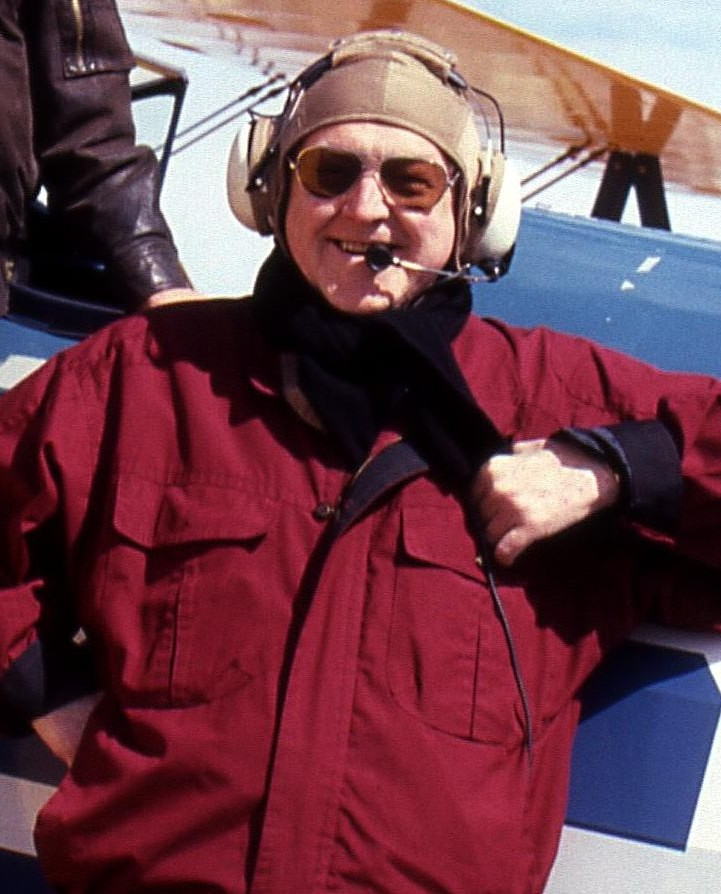
Kalle Sändare, alias Carl-Axel Thernberg, 1991.

1965 gavs den första skivan med Kalle Sändare ut efter att hans busringningar cirkulerat länge i musikerkretsar. Ett par år därefter sändes TV-serien Jubel i busken med Sten-Åke Cederhök och Sonya Hedenbratt, som blev mycket populär.
I början av 1970-talet blev Hagge Geigerts revyer på Lisebergsteatern välbesökta och han hade många stora namn bland sina skådespelare, bland andra Laila Westersund, Eva Rydberg, Birgitta Andersson, Stefan Ljungqvist, Bernt Dahlbäck, Jörgen Mörnbäck och Claes Eriksson. 1975 fick Hagge leda TV-serien Gäst hos Hagge som blev en långkörare.
Sten-Åke Cederhök återkom i en annan folkkär roll 1974, i TV-serien Albert och Herbert (efter en engelsk förlaga), tillsammans med Tomas von Brömssen. De fortsatte med den vänliga Göteborgshumorn i flera säsonger fram till 1979, innan de återkom 1982 som årets julkalender. Efter Cederhöks död fortsatte von Brömssen med egna revyer som blivit mycket framgångsrika.
1982 blev också året då komedigruppen Galenskaparna (Anders Eriksson, Claes Eriksson och Kerstin Granlund) slog sig samman med sånggruppen After Shave (Jan Rippe, Knut Agnred, Per Fritzell och Peter Rangmar) och började en storslagen karriär som Galenskaparna och After Shave ihop. De inledde med revyer, men har även spelat in skivor, filmer och TV-serier. Gruppen är mindre inriktade på vitsar och fräckisar än traditionella Göteborgsgrupper och mer fokuserade på slapstick och samhällssatir.
Vid samma ungefärliga tid kom rollfiguren Kurt Olsson till, spelad av Lasse Brandeby. Med tydlig 1950-talsfrisyr och en damorkester, fick han 1987 en egen TV-serie och så småningom också en film. Strax därefter kommer hans antites, hårdrockaren Ronny Jönsson, spelad av Claes Malmberg.

### Sällskapsresan, Göta kanal och Jönssonligan
I början av 1980-talet kom tre filmer som tillsammans fått 12 uppföljare och fyra spinoff-filmer: Sällskapsresan (1980) av och med Lasse Åberg, Göta kanal med Janne Loffe Carlsson, samt Jönssonligan (1981) med Gösta Ekman.
Sällskapsresan samlade en stor del av Sveriges humorelit på charterresa, där den första resan med Stig-Helmer Olsson gick till Gran Canaria. I senare filmer har han rest till Alperna, skärgården, golfbanan och hälsogård. Bland de skådespelare som passerat i filmerna finns Jon Skolmen, Kim Anderzon, Sven Melander, Klasse Möllberg, Bengt Andersson, Staffan Ling, Magnus Härenstam, Ted Åström, Tor Isedal, Per Eggers, Carina Lidbom, Ulla Skoog, Annalisa Ericson och Pia Johansson samt Barbro Hiort af Ornäs som Stig-Helmers mamma.
Göta kanal var en road movie med båt där ett radband av Sveriges dialekter visades upp. Tävlingen mellan två båtföretag fick många biobesökare och har långt senare fått två uppföljare. Bland de skådespelare som figurerade finns Rolv Wesenlund (känd som Marve Fleksnes), Stig Ossian Ericsson, Peter Harryson, Yvonne Lombard och Kent Andersson.
Men framgångsrikast av de tre filmserierna var filmerna om Jönssonligan. Sammanlagt åtta filmer och därefter fyra filmer med Lilla Jönssonligan. Konceptet var danskt, Olsen-banden, men fick starkt fäste och rollfigurerna Charles Ingvar "Sickan" Jönsson (Gösta Ekman), Ragnar Vanheden (Ulf Brunnberg) och Dynamit-Harry (Björn Gustafson) har fått kultstatus.

### Radiohumorn återuppstår
Efter en relativt lugn period efter radions storhetstid på 1930-50-talen återkom radion under 1980-talet som forum för svensk humor. Framför allt Sveriges Radio P3 hittade många talanger inklusive Peter Dalle och Henrik Schyffert. Dalle var till exempel en av personerna bakom Putte Punsch lyckoshow (tillsammans med Michael B. Tretow och Pontus Enhörning med flera). Andra radioröster som kom fram under den här perioden var Stellan Sundahl och Gunnar Bernstrup i Byteskomik (1976-83), Stefan Grudin och Hans Dahlman i På Håret (1982-2000), Bengan Wittström och Kjell Swanberg i Platt-etyder (1985-1992). Återkommande inslag i programmet Platt-etyder var Göteborgs-poeten Gais-Åke Feskeböxa, folklivsforskaren Fridolf Rutin och etikettsexperten Muja Hedin och sagohörnan med Farbror Kjelle. Här kunde man höra klassiska slagdängor som "Min tjej viker ut sig i Fibban", "Oh, jag längtar åter till min tid som Rapsod" och ordvitsar såsom "Kunnig inom möbelteknik, så kallad sängvetare".
Sveriges Radio fortsatte under 1990-talet att sända humor, i form av busringarna Hassan (1993-94), parodiprogrammet Rally (1995–2000) och det svarta humorprogrammet Clownen luktar bensin (1998–2000).
Andra radioprogram som sänts till och från är På minuten (först 1969–1988, 1974 på TV, därefter 1994, och från 1994 stadigvarande) och Spanarna (1988–1991, 1993, 1994 och framåt).

### Nöjesmassakern, Helt apropå och Lorry

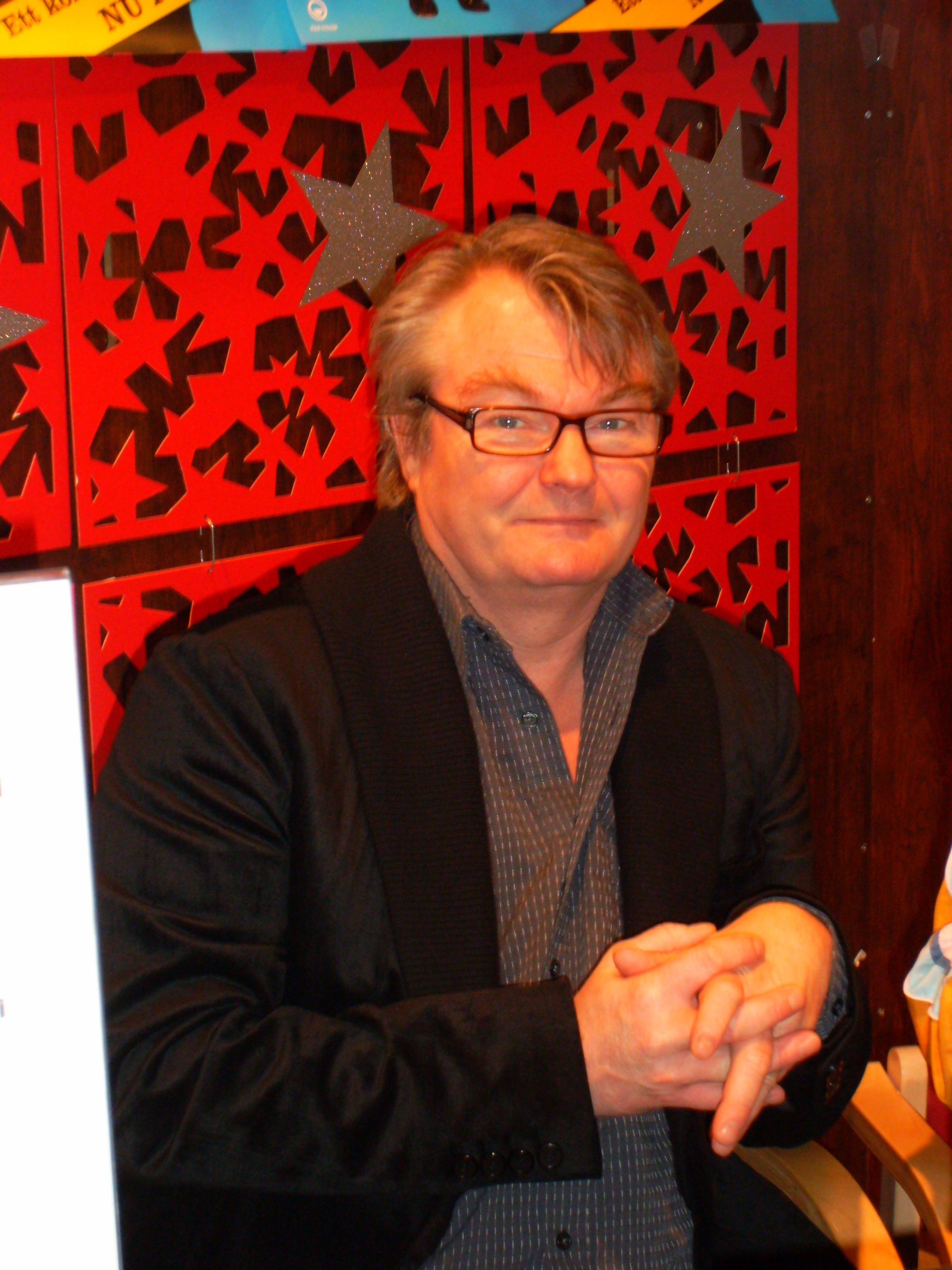
Peter Dalle var motorn i Lorry-gänget.

Mer humor var ledorden när Sveriges Television utvecklade underhållningsprogrammet Nöjesmaskinen (1982–1984) till att bli Nöjesmassakern (1985). Programledaren Sven Melander fick istället för Stina Lundberg sällskap av bland andra Åke Cato och Jon Skolmen (som då nyligen hade medverkat i två Sällskapsresan-filmer). Programmet blev mycket berömt för sketcherna om kockarna Werner och Werner, charterresenärerna Olle och Helge, samt Trollet Rulle. Det blev bara 10 program, men fortfarande citeras några av sketcherna ur serien.
1985, samma år som Nöjesmassakern, kontrade SVT i Malmö med Helt apropå (1985–1992). Den serien var mer aktualitetsbaserad och spelades in samma vecka som det sändes. Helt apropå-gänget bestod av Stellan Sundahl, Fritte Friberg, Kryddan Peterson, Lotta Thorell och Elizabeth Banke. 1987 sammanställdes ett specialprogram som tävlade i den internationella humortävlingen Guldrosen, som så småningom vann.
Peter Dalle, som kom från Sveriges Radio, var motorn i ett sketchprogram som kallades Lorry (fyra säsonger), vars humor var lite vuxnare - programmet sades riktas till "frånskild och mogen ungdom".

### Ståupparna, Svullo och svensk sitcom

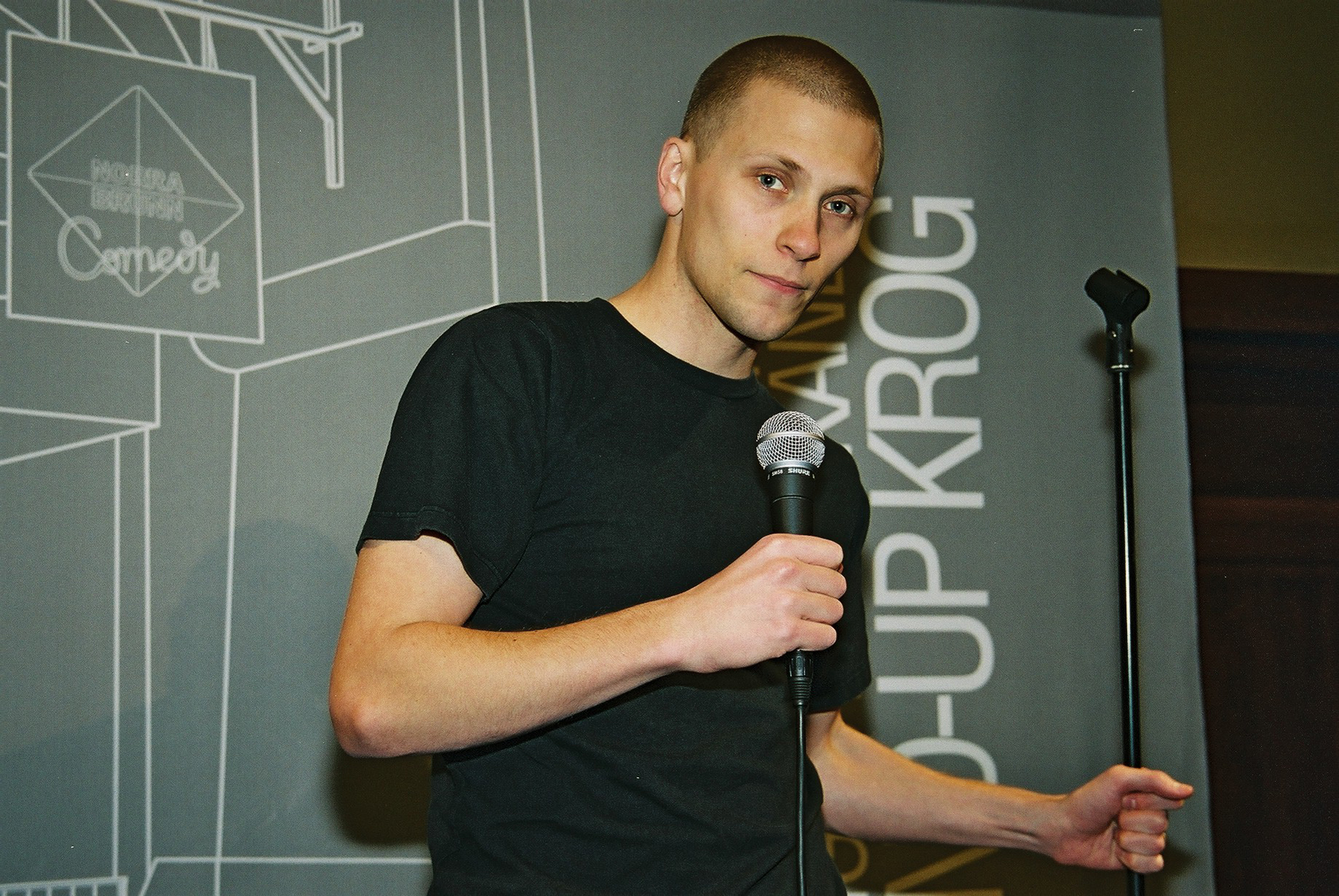
Magnus Betnér har haft stora framgångar som ståuppkomiker.

I kölvattnet av utländska ståupp-artister, såsom Jack Benny, Bob Hope, Richard Pryor och Lenny Bruce, började svenska komiker att fundera på att införa ståuppkomikformatet i Sverige. Det närmaste tidigare försöket var troligen Hans Alfredsons Lindeman-figurer, som i stort sett var improviserade, men dock ingick i en längre skriven föreställning. Det första försöket med fristående improviserad komik i Sverige skedde på Berns salonger 1985, där publiken försetts med tennisbollar som de skulle kasta på de sämsta komikerna. Efter det dröjde det två år innan Magnus Härenstam åkte ut på föreläsningsturné med det halvt improviserade "Föredraget". 1988 samlades några komiker på restaurang Westermans i Stockholm, och snart bildades den informella klubben SUCK (Stand Up Comedy Klubben). Men det var när Sveriges Television 1990 började sända halvtimmesprogram kallade Släng dig i brunnen (1990-1999) som ståuppkomiken fick sitt stora genombrott i Sverige. Några av de största namnen i Sverige är Lennie Norman, Adde Malmberg, David Batra, Johan Glans, Babben Larsson, Ulla Skoog, Anna-Lena Brundin, Jan Bylund och Peter Wahlbeck.
En annan lågbudgetfigur var Micke Duboiss figur Svullo som debuterade för den stora publiken i en serie sketcher 1988, Angne & Svullo (tillsammans med Hans Crispin. Serien anmäldes flera gånger till Radionämnden, eftersom den nya gapiga, våldsamma humorn var rätt ny i Sverige. Nästa figur, Elake polisen, var lika fysisk men byggde mer på slapstick.
Sveriges Television var drivande i att få den framgångsrika humorformen sitcom (situationskomedi) till Sverige, ungefär ett årtionde efter att de hade gjort sina senaste försök med Albert & Herbert. Den tafatta och kortlivade Rosenbaddarna (1980) var ett undantag i en annars sketchdriven komedi-era. När så sitcomformatet skulle försvenskas blev resultatet den populära Svensson, Svensson (1994–2008) - originellt nog inte efter en amerikansk eller brittisk förlaga. Seriens julavsnitt från första säsongen (1994) har därefter visats varje jul i Sveriges Television (utom 2007).
1995 försökte SVT igen, då med brittisk förlaga, med Sjukan (baserad på Ett gott skratt...), utan någon större framgång. Istället var det TV4 med En fyra för tre (baserad på Three's Company, som i sin tur är baserad på den brittiska serien Man About the House) som blev nästa succé - och dessutom började ordet "sitcom" bli allmängods. Allt fler sitcoms producerades, med varierat resultat: Älskade Lotten (TV3, 1996–1998), c/o Segemyhr (TV4, 1998–2004), Pistvakt – En vintersaga (SVT 1998–2001), En ängels tålamod (TV4, 2001), och Heja Björn (TV4, 2001–2002) är några exempel.
Roastformatet slog igenom i Sverige 2009 genom de konkurrerande tv-serierna Grillad och Roast på Berns.

### Killinggänget och den ironiska generationen
Douglas Couplands roman Generation X (1991) tyckte så många sammanfattade den humor som folk födda mellan 1964 och 1979 hade, att termen den ironiska generationen fick stor spridning. I Sverige var de kanske främsta företrädarna för den ironiska komikerna Killinggänget. Deras första TV-serie (I manegen med Glenn Killing) kom 1992 och följdes av flera andra succéer, bland andra NileCity 105,6. Gänget består av Robert Gustafsson, Henrik Schyffert, Johan Rheborg, Jonas Inde, Martin Luuk, Andres Lokko, samt stundom regissören Tomas Alfredson. Killinggänget blev så småningom kritiserade för den helironiska webbplatsen Spermaharen.
Andra företrädare för den ironiska generationen är Jonas Gardell (flera föreställningar, från 1984, men framför allt från 1990), Kristian Luuk (bland annat i talkshowen Sen kväll med Luuk (1996–2004), där figuren Dan Bäckman fick stor uppmärksamhet), samt Varanteatern (i Varan-TV (1997–1998) etcetera).

### Snacka om nyheter och Parlamentet
Efter att i stort sett ha legat nere sedan Femettan återkom panelprogrammen till TV i slutet av 1990-talet. Först var Snacka om nyheter (1995–2003), baserat på den brittiska förlagan Have I Got News For You. Serien sändes i Sveriges Television och leddes av Stellan Sundahl och efter hans död av Sven Melander. (Sedan 2008 leds programmet av Kajsa Ingemarsson.) Konceptet byggde på satir över dagsaktuella nyheter. 1999 kontrade TV4 med Parlamentet, en mer politiskt baserad serie, baserad på If I Ruled the World, också en brittisk förlaga. Programledare var Hans Rosenfeldt och därefter Anders S. Nilsson. Båda serierna fick stor publik.

### Fars och imitatörer på TV4
Sveriges Television visade under många år Nils Poppes och Peter Flacks revyer i TV. I början av 1990-talet kontrade TV4 med att sända en rad farser signerade komikerduon Stefan & Krister, där de mest kända troligen är Full Fräs (1996) och Snålvatten och jäkelskap (2001). Med på scenen var, förutom Stefan Gerhardsson och Krister Classon, Jojje Jönsson och Siw Carlsson. Det här ledde till att parets revyer blev än mer välbesökta och 1996 skaffade de Vallarnas friluftsteater i Falkenberg som mer eller mindre permanent hemmascen.
2005 fick de tre komikerna David Hellenius, Peter Magnusson och Christine Meltzer sitt stora genombrott i TV4:s nya satsning Hey Baberiba. Serien kretsade kring komikernas imitationer av kända svenskar, där svenska kungafamiljen hör till de mest återkommande rollfigurerna.. Serien fick även flera priser, inklusive Kristallen och Aftonbladets TV-pris.

### Hipp Hipp!, Kvarteret Skatan och Grotesco
Sveriges Televisions svar på farserna var en annan sorts revyer, signerade Anders Jansson och Johan Wester. 2001 fick de göra TV-serien Hipp Hipp! som genast blev en tittarsuccé. Framför allt har seriens återkommande fonetiska stavning av ord, såsom "Dehn ewhl-tee-mahtah deh-weh-deh baw-ksenn" (den ultimata DVD-boxen) fått spridning utanför serien.
Ensembeln Johan Glans, David Batra, Rachel Mohlin, Vanna Rosenberg, Mikael Syrén och Anna Blomberg har under namnet Kvarteret Skatan gjort flera säsonger med sketchhumor i vardagsmiljö, något som annars är relativt ovanligt under början av 2000-talet.
Som vinnare i en humortävling på SVT fick gruppen bakom filmen Grotesco Royal chansen att göra en TV-serie. Resultatet blev Grotesco (2007), med Henrik Dorsin och Michael Lindgren som frontfigurer. Serien utgick från parodier på kända filmgenrer, kombinerat med en stor rad rollfigurer. Gruppen bakom återkom sedan som pausunderhållning i Melodifestivalen 2009, där låten Tingeling fick stor uppmärksamhet och för ett ögonblick också skapade internationell uppmärksamhet.